# 아동 성학대
아동 성학대(兒童性虐待, 영어: child sexual abuse, child molestation)는 아동복지법에 의거하여 18세 미만의 자에게 성적 수치심을 주는 성희롱, 성폭행 등의 학대행위를 말하며 아동에게 음행을 시키거나 음행을 매개하는 행위로 포함한다.

## 같이 보기
- 아동 학대
- 아동 복지
- 아동복지법
- 아동 노동
- 아동 성매매
- 가정폭력
- 동물학대